# Neobatrachus kunapalari
Neobatrachus kunapalari és una espècie de granota que viu a Austràlia.